# Vay Ádám Múzeum
A Szabolcs-Szatmár megyei Vaja városában 1964-ben alapított Vay Ádám Múzeum a vajai Vay család 17. századi várkastélyában kapott otthont. 

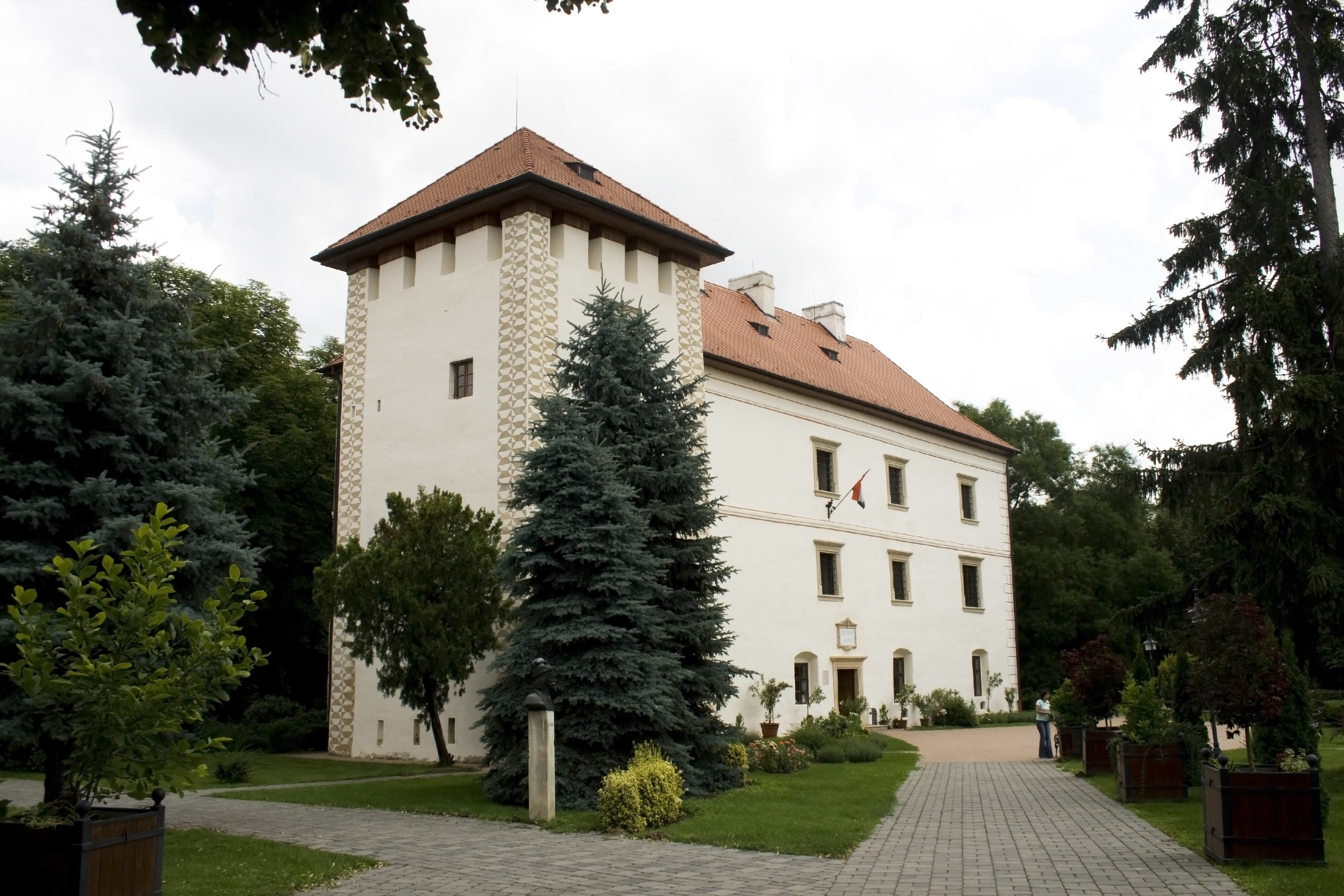
A múzeumnak helyet adó vajai várkastély

Az intézmény elsődleges feladata a Rákóczi-kor kutatása, a szabadságharc emlékének és kuruc hagyományoknak az ápolása. Kiállításai többek között a várkastély egykori berendezését, valamint Rákóczi fejedelem korát mutatják be.

## Története
A kastély három szakaszban épült. A 17. század elején készül el reneszánsz stílusban a főépület, melyet az északi torony hozzáépítésével 1659-ben bővítettek. Végleges arculatát a 18. század elején nyerte el a déli torony elkészültével.
Az 1860-as években végzett átalakítás megszüntette az épület reneszánsz jellegét. A belső terekben és a homlokzaton is visszabontották a kőkeretes ajtókat, ablakokat, s helyettük a ma is látható asztalos szerkezetű ajtókat helyezték el. A homlokzaton leszűkítették az ablaknyílásokat, csúcsíves ablakokat, ablak párokat helyeznek el. Több mint egy évszázadig ezt a formáját mutatta a kastély.
Az épület első műemlékvédelmi igényű restaurálására 1960–62 között került sor. Ekkor már törekedtek az eredeti állapot bemutatására.
Az 1996–2004 között lezajlott nagyszabású helyreállítási, restaurálási munkák során még közelebb vitték a kastélyt a 17. századi arculatához.
A kormány 1543/2012 (XII.4.) számú határozatában közzétett döntése szerint a muzeális intézmény a Magyar Nemzeti Múzeum szervezetében folytatja korábbi tevékenységét.

## A múzeum megalapítása
A múzeum létrejöttében oroszlánszerepet játszott Molnár Mátyás, a neves népművelő, akit 1957 tavaszán helyeztek Túristvándiból Vajára. Sikerült kiharcolnia, hogy az Országos Műemlékvédelmi Hivatal restauráltatta a várkastélyt, és 1964-ben az ő vezetésével nyílt meg az épületben a múzeum. Molnár Mátyás emlékére a település és a megyei múzeumi igazgatóság már 1983-ban emléktáblát állított, és az egyik helyi iskola is az ő nevét viseli.

## Állandó kiállításai

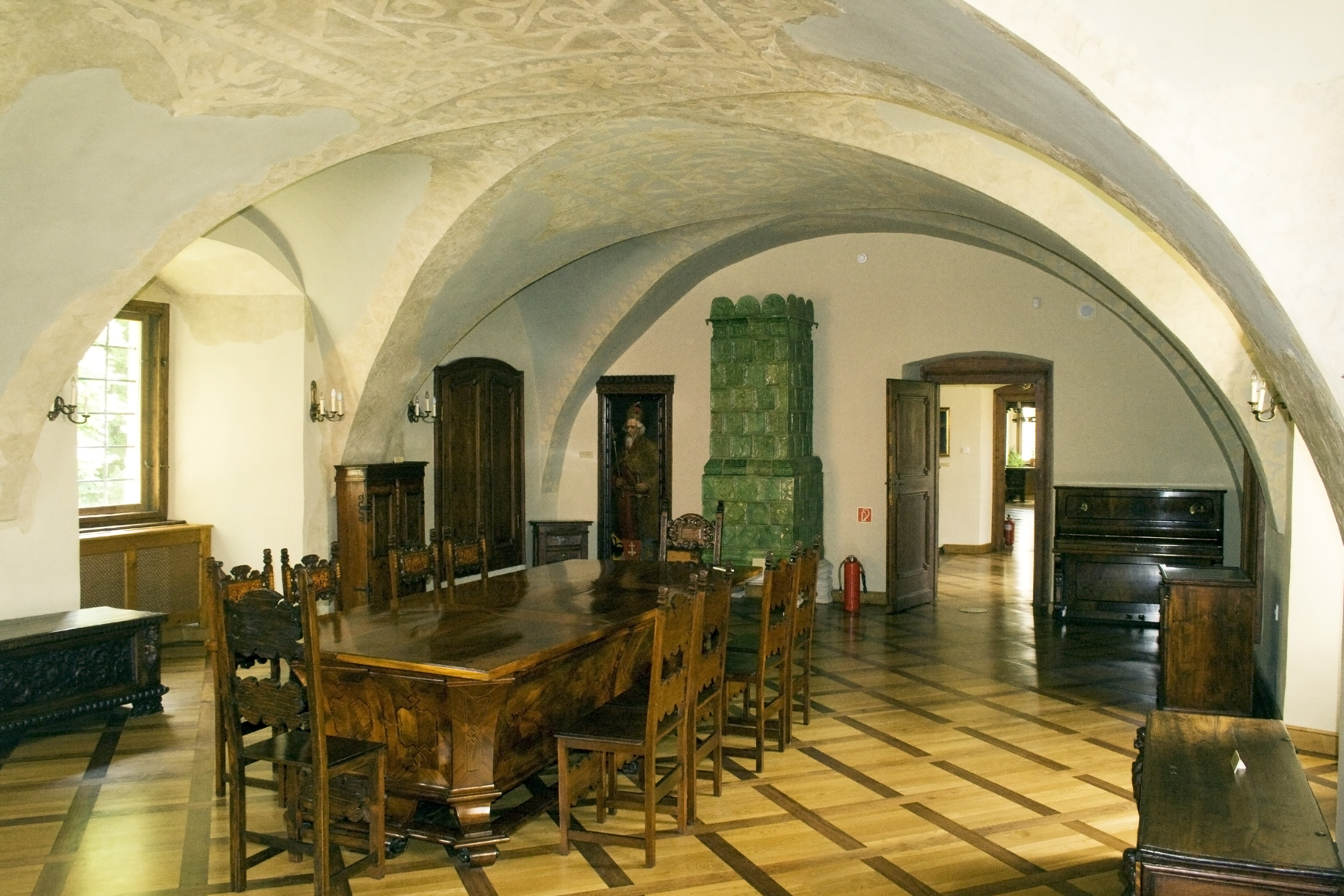
Az első emeleti díszterem

2009-ben a múzeum állandó kiállításai a Rákóczi-kor egyes vonatkozásait mutatták be, különösen tekintettel a Felső-Tiszavidék szerepére a Rákóczi-szabadságharcban. Emellett természetesen nagy helyet kap a Vay család története, a család bútorai és más emlékek.
A pinceszinten lévő boltíves nagyteremben kőtár, lapidárium látható, amely a régészeti feltárás során előkerült reneszánsz köveket mutatja be. Egy ónkeretes színes üvegtábla is látható itt, mely a kastély csúcsíves időszakában volt jellemző. A kőcímer az északi torony helyreállítása során a nyugati homlokzatról került ide. A pincében látható két falfülkében tokaji és egri borok láthatóak.
A földszinti termekben rendszeresen szerveznek kortárs képzőművészeti kiállításokat, többek között a Vajai Nemzetközi Művésztelepen és a Téli Alkotótáborban készült alkotásokkal. A földszinti nagyterem időszaki kiállítások mellett konferenciateremnek is alkalmas, megőrizve korábbi könyvtári funkcióját is. A terem dísze még egy a 19. század elejéről való cserépkályha, melyet legutóbbi helyreállítás során teljesen restauráltak.
A múzeum parkjában a Rákóczi-szabadságharc tucatnyi történelmi személyiségét bemutató szoborkiállítás látható.

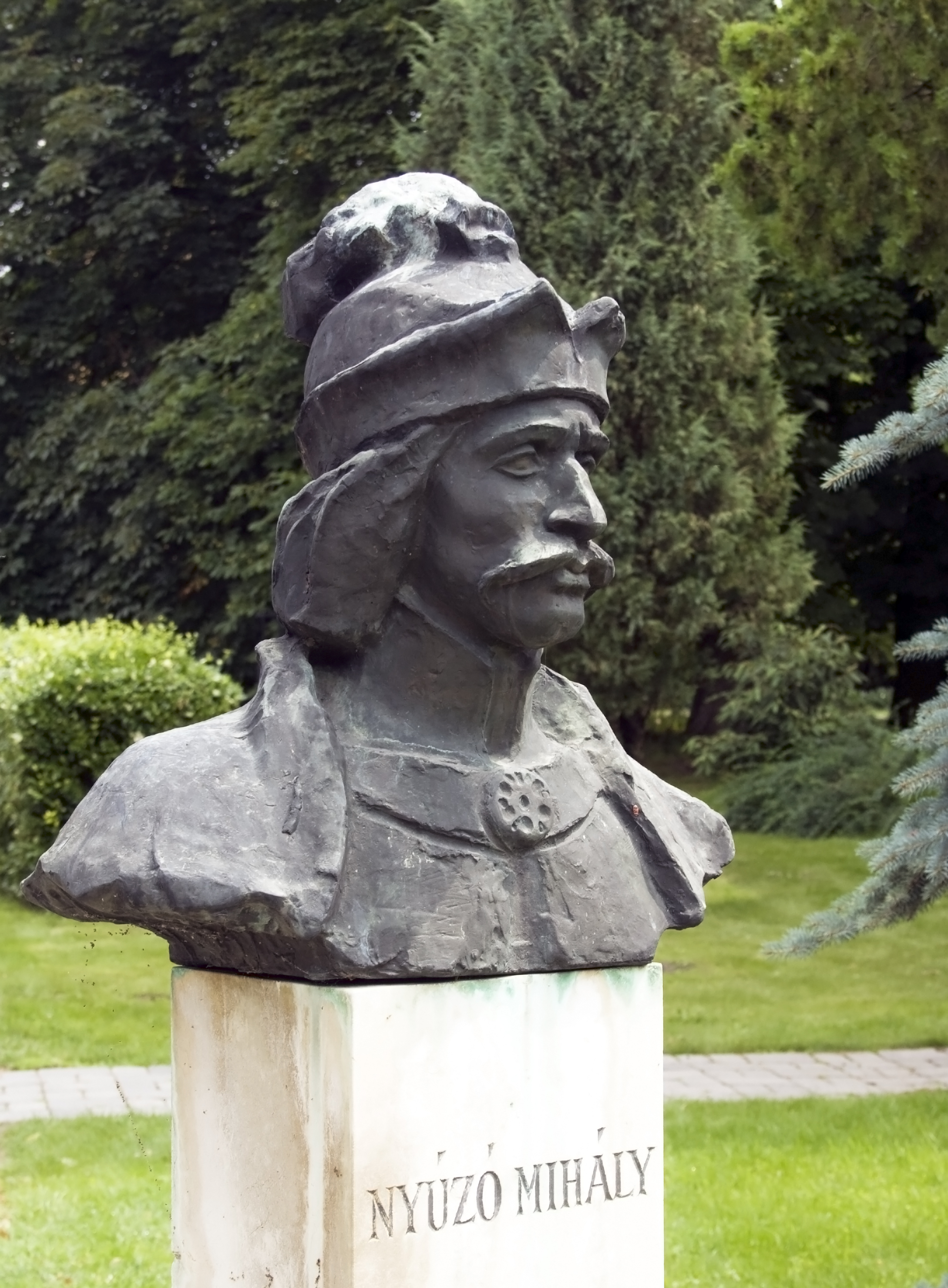
Nyútó Mihály
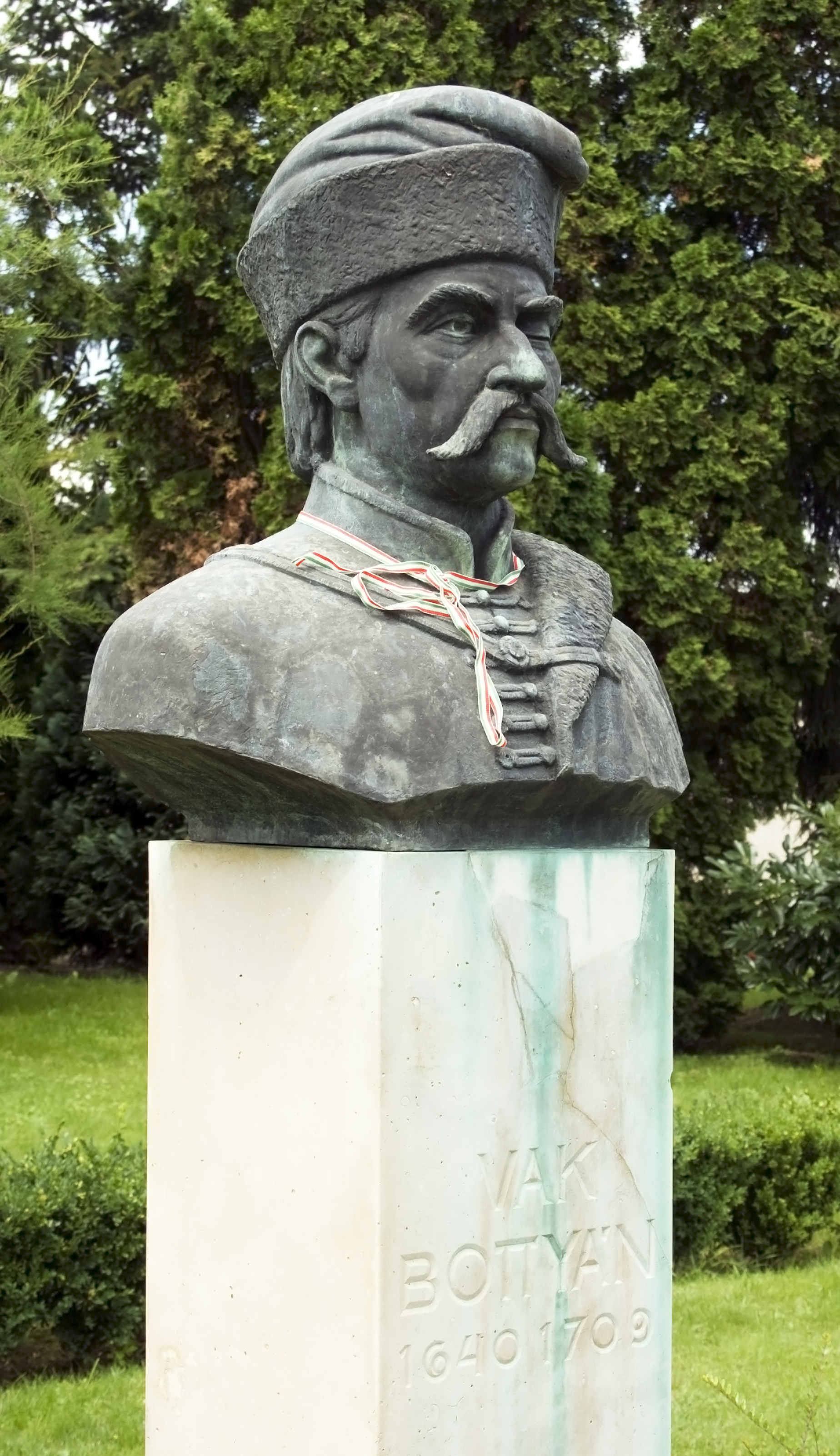
Bottyán János
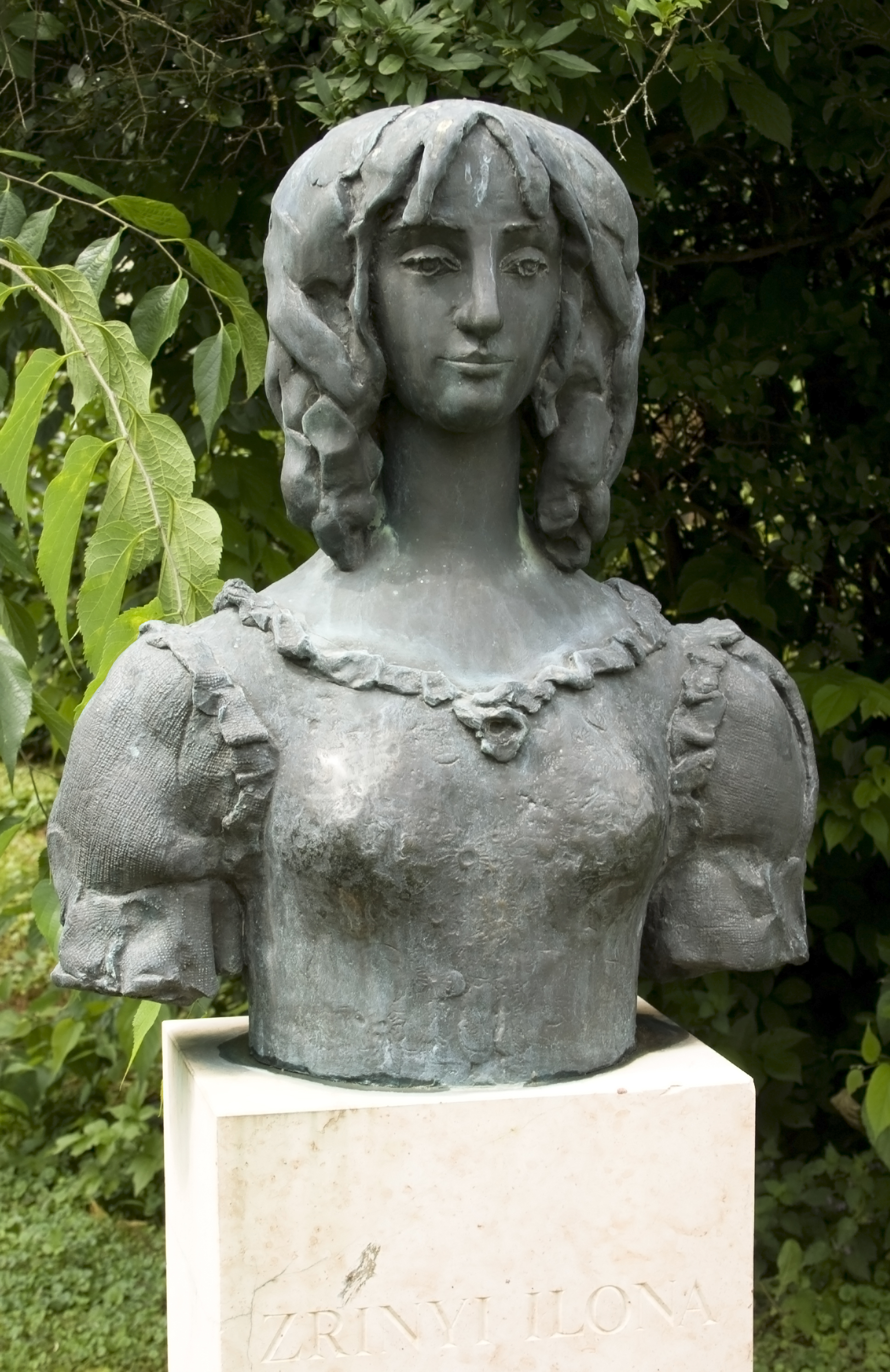
Zrínyi Ilona
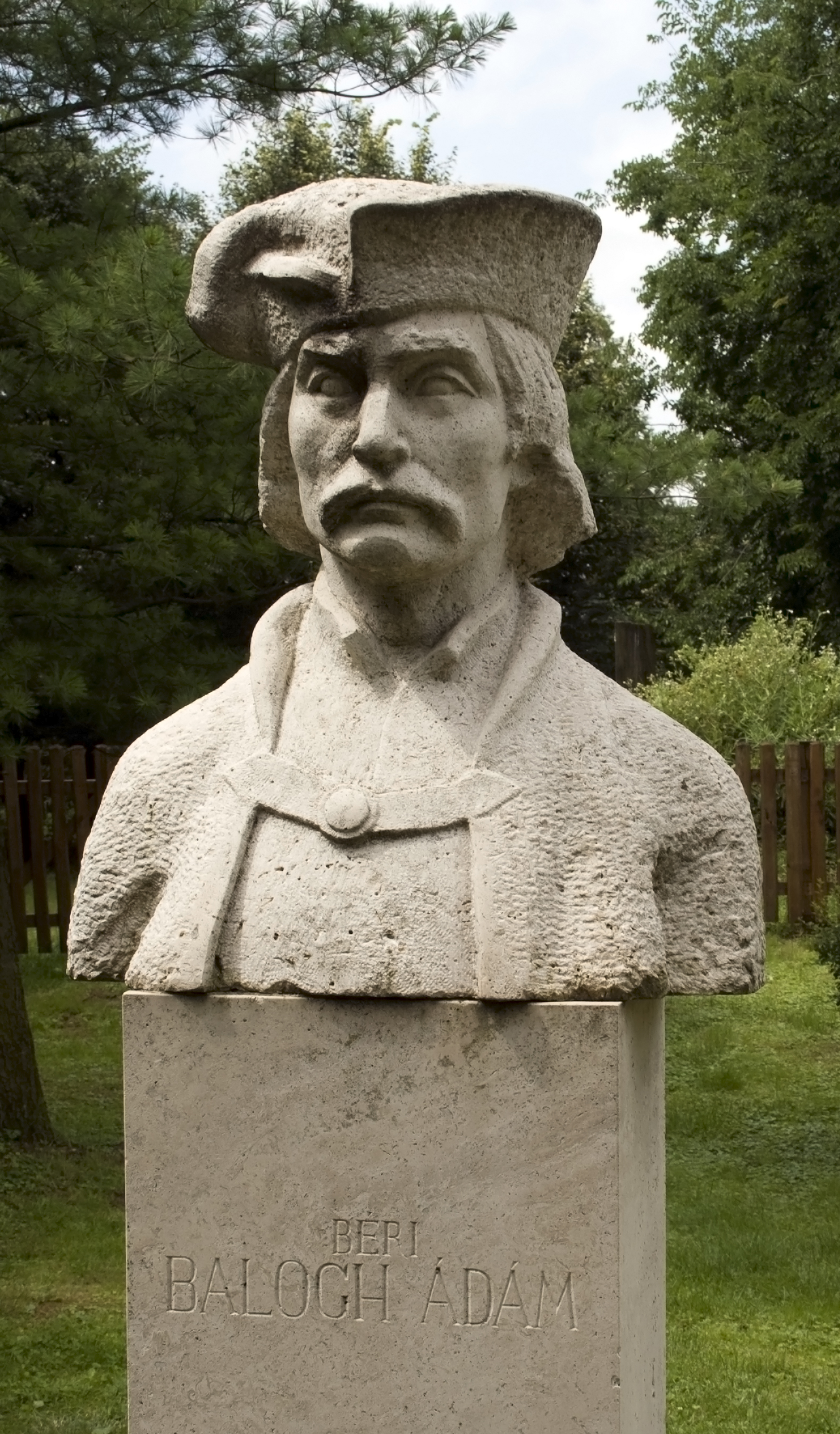
Béri Balogh Ádám

## Művészettörténeti értékei

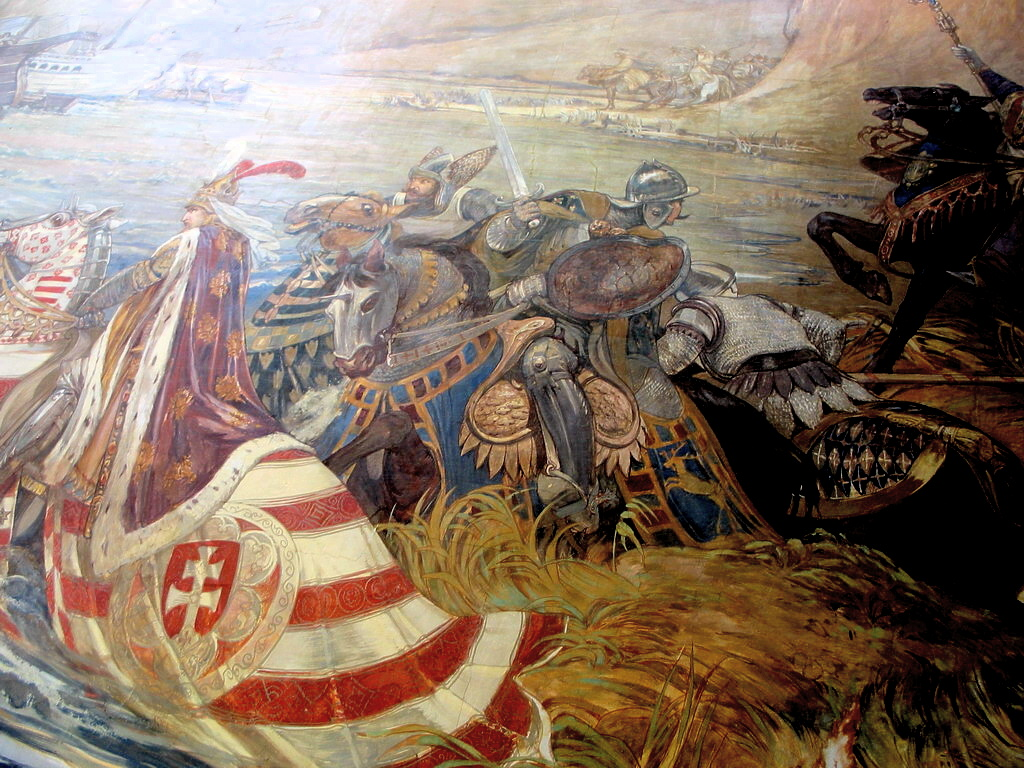
Nikápolyi csata (Lohr Ferenc festménye) a múzeum II. emeleti nagytermének mennyezetén

A második emeleti nagyterem mennyezetfreskóját 1896-ban készítette Lohr Ferenc Vay Ádám, a kastély akkori ura megrendelésére. A Vay-család ezzel a műalkotással kívánt emléket állítani a honfoglalás ezredik évfordulójának. A festőművész a nikápolyi csata (1396) egy pillanatát örökítette meg, amikor a Vay család egy tagja, Vay Titusz (Tihamér) hozzásegíti Zsigmond királyt a csatából történő megmeneküléshez. Vay Titusz e tettéért címert és pallosjogot kapott 1418-ban a királytól.
Az első emeleti boltíves díszterem stukkódíszítése, amely egyidős a kastéllyal, a Juan Cabello régész által vezetett alapos kutatások során került elő 2000-ben.